# Parque nacional Semenawi Bahri
Parque nacional Semenawi Bahri es un área protegida en el país africano de Eritrea. Tiene una sola carretera asfaltada a través de ella para facilitar el transporte. El parque también cuenta con centros de recreación en Meguo, Medhanit y Sabur. El parque nacional Semenawi Bahri no es muy conocido por los turistas nacionales e internacionales, sin embargo, sus lugares de interés incluyen una rica flora y fauna silvestre, destacándose en particular la observación de aves.